# Anna Maria Theresia von der Recke zu Steinfurt
Anna Maria Theresia von der Recke zu Steinfurt (* vor 1723; † 22. März 1780) war Äbtissin im Stift Nottuln.

## Leben

### Herkunft und Familie
Anna Maria Theresia von der Recke zu Steinfurt wuchs als Tochter von Johann Matthias von der Recke zu Steinfurt und Anna Adolphina von Wolff gen. Metternich in der uralten westfälischen Adelsfamilie von der Recke auf. Sie hatte mehrere Geschwister, darunter Anna Maria Theresia und Franz Arnold.

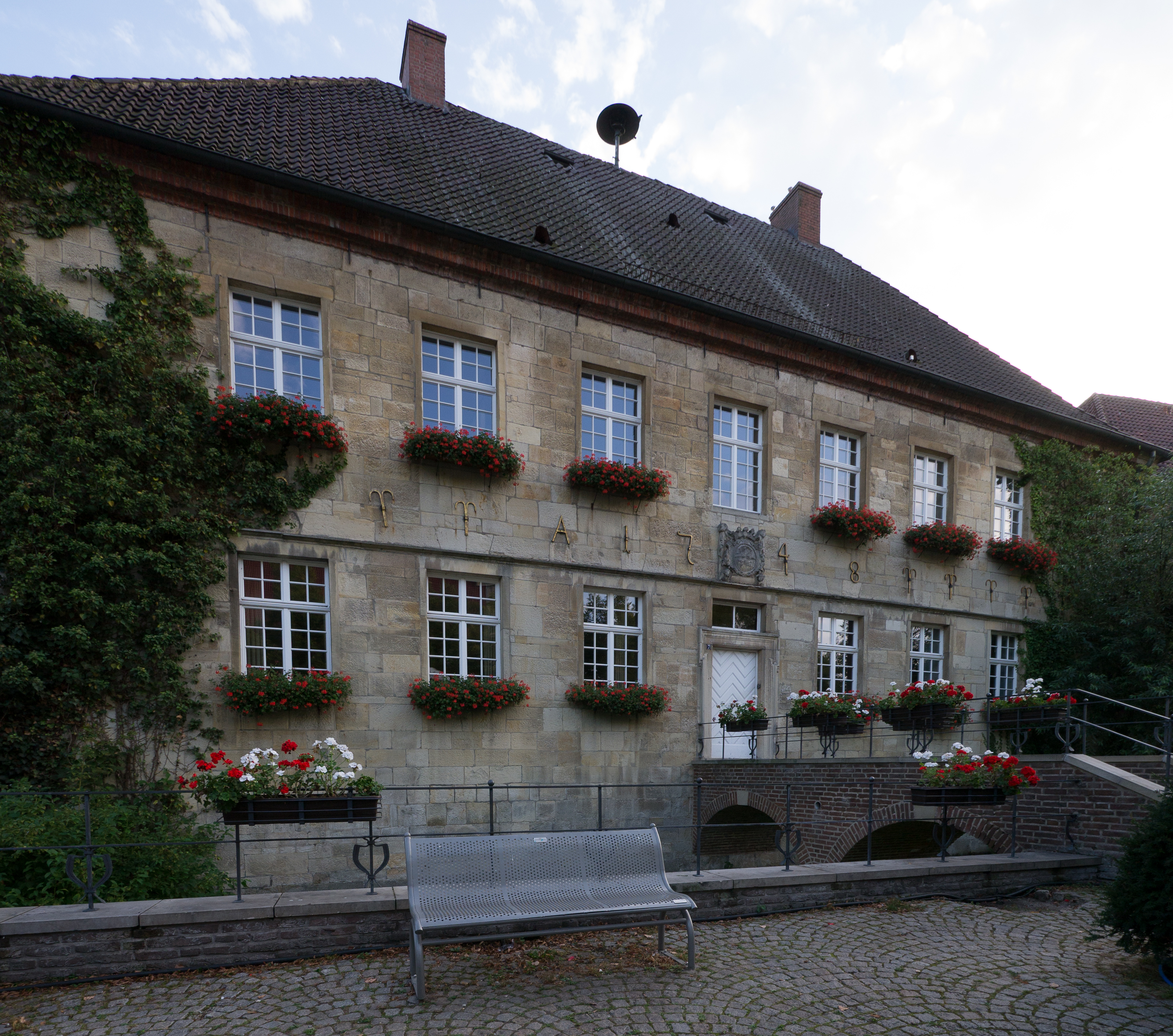
Stiftsplatz 7 in Nottuln: Kurie der Anna Maria Theresia von der Recke

### Werdegang und Wirken
Am 22. September 1723 wurde Anna Maria Theresia aufgeschworen. Ihre einstimmige Wahl zur Äbtissin fiel auf den 23. September 1750. Sie war damit Nachfolgerin von Margaretha Theodora Agnes von Velen. Den erforderlichen Glaubenseid legte sie dann am 24. Oktober ab. Sie verzichtete am 1. Januar 1751 auf ihre Präbende zugunsten von Francisca Christina von Vittinghoff gen. Schell.
Zu ihrem Begräbnis am 23. März 1780 war das ganze Kirchspiel eingeladen. Der anschließende Leichenschmaus fand am 15. April statt, wobei die Wirte im Kirchspiel fünf Tonnen Bier zum Verzehr bereit hielten.

### Sonstiges
Ihre Verpflichtung, jährlich 500 Reichstaler für den Neubau der Abtei zurückzulegen, hat Anna Maria nicht erfüllt. Sie hat sogar die beträchtliche Summe von 15000 Reichstalern an Schulden hinterlassen. Ihre Erben sind daraufhin vom Kapitel in Anspruch genommen worden.